# 譚惟善
譚惟善，字国宝，茶陵潞水人。明朝政治人物、進士出身。
洪武十八年，登進士二甲第九名，后官至光禄寺丞。